# Среднеевропейская женская баскетбольная лига
Среднеевропейская женская баскетбольная лига (англ. Middle European league) — баскетбольная лига, объединяющая клубы Словакии и Венгрии, просуществовавшая 2 сезона. 

## История создания
В 2012 году словацкими и венгерскими клубами была образована Среднеевропейская лига. В первом пробном сезоне (2012/13) лучшие 4 команды с каждой страны после предварительных турниров в своих национальных чемпионатах, встречались с командами противоположного первенства. 
В сезоне 2013/14 лига стала полноценным турниром. По 5 команд из Словакии и Венгрии плюс, приглашенный гость из Хорватии, чемпион национального первенства «Нови Загреб». В данном сезоне команды играли в два круга, с каждой командой дома и на выезде.

## Формат турнира
Турнир проводится в два этапа
1) регулярный сезон — команды играют между собой по круговой системе дома и на выезде;
2) финал четырёх — проводится на площадке одного из клубов по системе плей-офф.

## Призёры
| Год  | Финал четырёх | Финал                | Финал   | Финал                     | Матч за 3-е место           | Матч за 3-е место | Матч за 3-е место    |
| Год  | Финал четырёх | Победитель           | Счёт    | Финалист                  | Бронзовый призёр            | Счёт              | 4-е место            |
| ---- | ------------- | -------------------- | ------- | ------------------------- | --------------------------- | ----------------- | -------------------- |
| 2013 | Кошице        | Гуд Энджелс (Кошице) | 62 : 58 | ЮНИКА-Евролизинг (Шопрон) | ЖБК Ружомберок (Ружомберок) | 79 : 41           | ХАТ-АГРО ЮНИ (Дьёр)  |
| 2014 | Кошице        | Гуд Энджелс (Кошице) | 70 : 63 | ЮНИКА-Евролизинг (Шопрон) | ПЕАС-Печ (Печ)              | 64 : 58           | Нови Загреб (Загреб) |